# 10136 Gauguin
10136 Gauguin eller 1993 OM3 är en asteroid i huvudbältet som upptäcktes den 20 juli 1993 av den belgiske astronomen Eric W. Elst vid La Silla-observatoriet. Den är uppkallad efter den franske målaren Paul Gauguin.
Asteroiden har en diameter på ungefär 4 kilometer.